# کیم یونگ-هی (بازیکن بسکتبال)
کیم یونگ-هی (انگلیسی: Kim Young-hee؛ زادهٔ ۱۷ مهٔ ۱۹۶۳) بازیکن بسکتبال اهل کره جنوبی بود.
از افتخارات وی میتوان به کسب مدال نقره در بازی‌های المپیک تابستانی ۱۹۸۴ اشاره‌کرد.